# 語音
语音是人类语言中实际发出的声音。
语音通过声门（清浊音）以及调音部位（如舌、唇、齿、腭）生成。大部分语音需要肺部气流。
吼叫或呼吸声通常不是语言的一部分，因此通常不会被认为是语音。
語音可以分成元音与辅音。

## 音位与音素

### 音位
音位（phoneme）是一个抽象的概念。音位不是一个具体的发音。
在英语，[d] 和 [t] 是音位关系 （/duː/ do - too /tuː/）。这两个发音都是齿龈音，但是前者是浊辅音，后者是清辅音。
在普通话，[t] 及 [tʰ] 也是音位关系 （dǎn 胆 / tǎn 坦），但普通话用送气与否区分。

### 音素
音素（phone）是语言中最小的语音单位，它是可理解的发音。音素不能区分词义。